# Tzvi Tzur

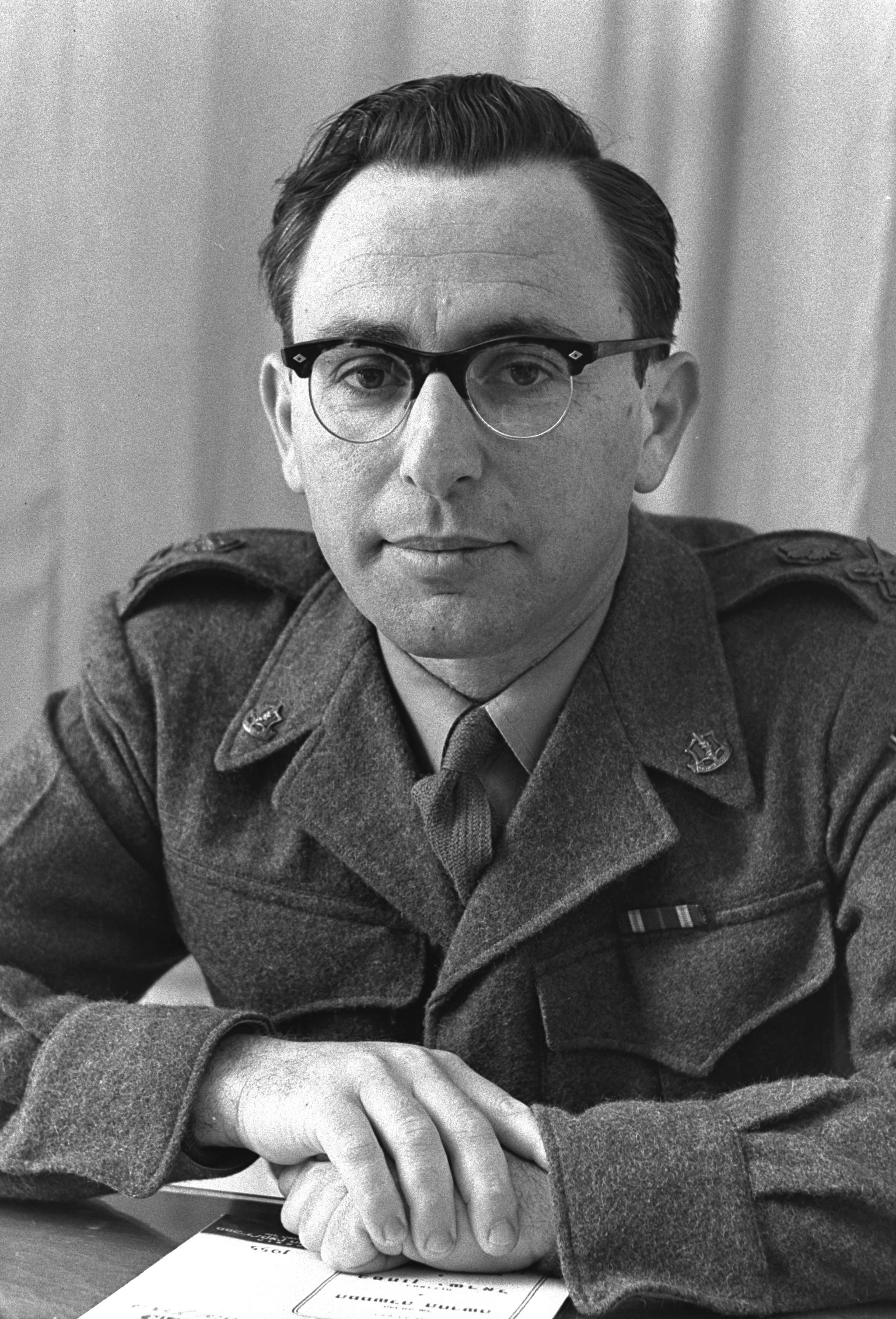
Generalleutnant Tzvi Tzur

Tzvi Tzur (hebräisch צבי צור‎, * 1923 in Russland; † 28. Dezember 2004) war ein israelischer Generalleutnant, Politiker der kurzlebigen Partei Rafi und Wirtschaftsmanager. Von 1961 bis 1963 war er der sechste Generalstabschef der Israelischen Verteidigungsstreitkräfte und kurze Zeit Abgeordneter der Knesset. Als Wirtschaftsmanager leitete er mehrere bedeutende israelische öffentliche Unternehmen.

## Leben

### Militärische Laufbahn
Tzur, dessen Einwanderung (Alija) 1925 mit seinen Eltern erfolgte, absolvierte die Grundschule sowie die High School in Israel und trat bereits 1939 als Jugendlicher der zionistischen paramilitärischen Untergrundorganisation Hagana bei.
Während des Palästinakrieges 1948 war er Kommandeur eines Bataillons der Giv’ati-Brigade und schuf in der Zeit das Jeep-Platoon, das im Unabhängigkeitskrieg als „Samsons Füchse“ („Schu’alei Schimschon“) bekannt wurde. Nach dem Besuch eines Kurses für Verwaltungslehre in den USA 1951 war er zwischen 1952 und 1956 Leiter der Personalabteilung der Streitkräfte, ehe er als Nachfolger von Zvi Ayalon bis zu seiner Ablösung durch Meir Amit 1958 Kommandeur des Zentralkommandos war. Anschließend absolvierte er von 1958 bis 1960 weitere Kurse in Frankreich.
Nach seiner Rückkehr nach Israel wurde Tzur 1958 stellvertretender Generalstabschef und wurde nach seiner Beförderung zum Generalleutnant (Rav-Aluf) am 1. Januar 1961 Nachfolger von Generalleutnant Chaim Laskow als Generalstabschef der Streitkräfte. Diese Funktion bekleidete er bis zu seiner Ablösung durch Generalleutnant Jitzchak Rabin am 1. Januar 1964.

### Wirtschaftsmanager und Politiker
Nach seinem Ausscheiden aus dem aktiven Militärdienst wurde Tzur 1964 Generaldirektor der nationalen Wassergesellschaft Mekorot und behielt diese Funktion bis 1967. Während dieser Zeit war er vom 22. November bis zu seinem Mandatsverzicht am 8. Dezember 1965 für die Rafi-Partei Abgeordneter der Knesset und in dieser kurzen Zeit auch Mitglied des Ausschusses für Verfassung, Recht und Justiz. Nach Beendigung seiner Tätigkeit für Mekorot wurde er 1967 Assistent von Verteidigungsminister Mosche Dajan und beriet diesen bis 1974 in Fragen der Finanzen, Ressourcen, Beschaffung, wissenschaftliche Entwicklung und unabhängige Waffenproduktion.
Anschließend kehrte er in die Wirtschaft zurück und war von 1974 bis 1985 Generaldirektor von Clal Industries sowie in dieser Zeit zwei Jahre auch stellvertretender Generaldirektor von Clal Israel. Danach war er zwischen 1986 und 1987 zunächst Vorstandsvorsitzender des staatlichen Telekommunikationsunternehmens Bezeq sowie stellvertretender und alternierender Vorstandsvorsitzender der Israel Corporation, der größten israelischen Holding. Danach fungierte er zwischen 1987 und 1992 als Vorstandsvorsitzender des zur Israel Corporation gehörenden Reederei Zim Integrated Shipping Services und war danach von 1993 bis 1996 Vorstandsvorsitzender des Flugzeugbauunternehmens Israel Aerospace Industries sowie zugleich 1993 für kurze Zeit Vorstandsvorsitzender von Petrochemical Industries und der Carmel Studios.